# Bombus (програма)
Bombus — вільний jabber-клієнт для мобільних телефонів та смартфонів з підтримкою Java/MIDP. З версії 0.5 перейшов з ліцензії BSD на GNU GPL 2. Існують так звані «моди» — версії з розширеною функціональністю, створені на основі оригінального Bombus незалежно від основного проекту, наприклад Bombusmod.

## Можливості
- Прийом і передача текстових повідомлень.
- Групи контактів.
- Реєстрація jabber-акаунтів.
- Підтримка необмеженої кількості акаунтів, їх перемикання «на льоту».
- Додавання, видалення та редагування користувачів, підписка (авторизація).
- Список ігнорованих.
- Списки приватності (Privacy Lists).
- Перегляд служб (Service Discovery).
- Конференції (чати) (Multi-User Chat).
- Підтримка смайликів, їх вмикання/вимикання «на льоту».
- Світлова, звукова та вібросигналізація, профілі сигналізації, динамічна підсвітка Siemens M55.
- Встановлення пріоритетів і статусних повідомлень.
- Шифрування паролю.
- Блокування клавіш.
- Пошук в ICQ та Jabber.
- Перегляд і редагування vCard, вставка фотографій.
- Запис історії і/або усіх статусів в txt (опція, тільки в версіях для Siemens).
- Віддалене керування Jabber-клієнтами.
- Прийом і передача файлів (SOCKS5 & IBB).
- Перепідключення при обривах з'єднання.
- Підтримка багатомовного інтерфейсу.
- Стискання трафіку до 10 разів (версія ZLib), коректна робота на «слабких» телефонах (з динамічною пам'яттю не більше 1 МБ) не гарантуєтся.